# 지브롤터의 코로나19 범유행

다음은 지브롤터의 코로나19 범유행에 대한 글이다.

## 연혁

### 2020년 3월
3월 4일, 지브롤터의 첫 코로나19 확진자가 생겼다. 이탈리아 북부를 여행했던 사람으로 말라가 코스타델솔 공항을 통해 지브롤터로 왔으며, 자가 격리를 했던 것으로 확인되었다. 3월 7일에 환자가 코로나19 음성 판정을 받고 자가 격리를 끝냈는데, 이때, 지브롤터에서는 추가로 63명이 격리되고, 38명이 검사를 받았으며, 13명이 결과 대기 중이었다.
3월 7일에 환자는 음성으로 판정되어 자가격리 종료가 허용되었다. 이 때 지브롤터에서는 63명이 더 자가격리 상태에 있었다.
3월 24일 사회적 총체적 폐쇄가 시작되었는데, 70대 이상이 이미 폐쇄에 들어간 일부 필수 노동자와 기업체들은 예외로 한다.
3월 27일 기준으로, 알베르니아 산의 노인 거주 서비스 부서 직원 2명을 포함하여 42명이 지브롤터의 코로나19 양성반응을 보였다.
지난 3월 말, 유로파 포인트 스포츠 콤플렉스에 192병상 규모의 플로렌스 나이팅게일 야전병원이 완공됐다.

### 2020년 4월
지브롤터는 4월 23일 129명이 완치되었다. 2,000개 이상의 검사가 수행되었다.

### 2020년 5월
5월 9일, 스페인과의 국경이 지브롤터에서 비필수 고용 계약을 맺고 복직할 수 있도록 한 스페인 주민들에게 개방되었다. 지브롤터의 많은 사업체들이 5월 4일부터 재개장할 수 있도록 허용되었다.
5월 14일까지 147건이 확진되었으나 144건이 완치되었고 사망자는 없었다.

### 2020년 6월
6월 1일 현재 지브롤터에서는 12건의 확진자가 발생했으며, 스페인에는 7명의 국경을 넘는 근로자들이 살고 있으며, 7,644개의 면봉이 시행되었으며, 확인된 면봉은 170개로 19명이 확진 중이고 151명이 완치되었다. 6월 22일 현재 확진 사례가 없고 176건이 완치되었으며 11,129건의 검사가 수행되었다. 활성사례가 6월 27일에 있었다.
앱 사용자들에게 양성반응이 나온 사람과 친분이 있음을 알려 코로나19 바이러스의 추가 전파를 줄이자는 취지로 6월 18일 애플과 구글을 통해 접속 앱 'BEAT 코비드 지브롤터'가 출시됐다. 15분 이상 감염된 사람으로부터 2m 이내에 있는 다른 앱 사용자와의 긴밀한 연락을 위해 경고가 전송된다.

### 2020년 8월
8월 17일 현재 19건(주민 17명, 방문자 2명), 확진자 217명, 완치자 194명이 있으며, 현재 215명이 격리되어 있으며, 27,458명의 검사가 수행되고 있다.

### 2020년 9월
9월 2일까지 42명의 현역 환자(42명, 방문자 0명)가 발생했으며 295명이 확진 판정을 받았고 240명이 완치되었다. 206명은 격리되었고 35,256개의 검사가 수행되었다. 9월 8일부터 대부분의 상황에서 20명이 넘는 사람들의 모임에 대한 금지가 도입되었고, 100파운드의 벌금이 부과되었다. 9월 20일 현재 21건(주민 21명, 방문자 0명)의 확진 환자가 있으며 350건의 확진환자와 323건의 완치환자가 있으며, 172건이 격리되어 있으며 42,458건의 검사가 실시되었다.

### 2020년 10월
양성 테스트의 수가 증가하고 있고 또 다른 폐쇄를 피하기 위해 정부는 2주마다 학교 사용자와 근로자들을 위한 검사를 통해 하루에 1,000개까지 검사 용량을 늘릴 것이라고 발표했다. 10월 23일부터 폐쇄된 노인주민서비스는 식당에서는 테이블당 8개, 테이블과 마지막 주문은 11시, 마지막 주문은 오후 9시 및 10시에 마감되며 공공장소에서 마스크를 착용할 것을 강력히 권고했다.

### 2020년 11월
첫 번째 사망자는 11월 11일에 기록되었다.

## 같이 보기
- 나라별 코로나19 범유행
- 유럽의 코로나19 범유행